# 우수리박쥐
우수리박쥐(Myotis petax)는 애기박쥐과 윗수염박쥐속에 속하는 박쥐이다. 사할린박쥐 또는 동부물박쥐로도 불린다. 오랫동안 물윗수염박쥐의 아종으로 간주되었다. 아시아와 동유럽, 한국, 일본에서 발견된다.